# پیریک فدریگو
پیریک فدریگو (فرانسوی: Pierrick Fédrigo‎؛ زادهٔ ۳۰ نوامبر ۱۹۷۸) دوچرخه‌سوار اهل فرانسه است.
از باشگاه‌هایی که در آن رکاب زده‌است می‌توان به تیم دوچرخه‌سواری کردیت اگریکول، تیم دوچرخه‌سواری دیرکت انرژی، تیم دوچرخه‌سواری اف‌دی‌جی، و تیم دوچرخه‌سواری فورتونئو–اسکارو اشاره کرد.